# Abu Dhabi (emirat)
Abu Dhabi (arabiska: أبوظبي, Abu Zabi) är ett emirat på Arabiska halvöns östra kust. Det har 1 559 000 invånare (2008) och är det till ytan, 73 060 km², största emiratet i Förenade arabemiraten. Det är det sydligaste av emiraten i Förenade arabemiraten och gränsar till Saudiarabien i sydväst, Oman i öst samt emiraten Dubai och Sharja i norr. Emiratets huvudstad Abu Dhabi är också huvudstad för Förenade arabemiraten. Emiratet består huvudsakligen av ökenlandskap.

## Näringsliv
Efter att petroleum upptäcktes 1958 har traditionella näringar som pärlfiske och nomadverksamhet ersatts av petroleum- och naturgas-relaterad verksamhet. Intäkterna från detta har gjort emiratet till en av världens rikaste stater. Abu Dhabi är vidare ett regionalt handelscentrum och ett internationellt finanscentrum.

## Administrativ indelning
Abu Dhabi är indelat i tre regioner
- Abu Dhabi – runt huvudstaden
- al-Ayn – staden al-Ayn och emiratets östra delar
- al-Gharbia eller västra regionen – har den största ytan men endast 109 000 invånare (2005).

## Historia
Abu Dhabi gick 1971 samman med sex andra emirat och bildade federationen Förenade arabemiraten. Som den största och rikaste delen av federationen bidrar Abu Dhabi med merparten av statsbudgeten, och tillsätter i gengäld federationens president, som samtidigt är härskare över Abu Dhabi. Schejk Zayed bin Sultan Al Nahyan efterträdde 1966 sin bror, schejk Shakhbut bin Sultan Al Nahyan, som avsattes efter att ha styrt landet sedan 1928. Bakgrunden till avsättandet var att han ansågs för traditionsbunden för att kunna utnyttja oljeintäkterna till en modernisering av samhället i Abu Dhabi. Kuppen stöddes av britterna, som då ännu hade ett traktatfäst herravälde i landet (Fördragsstaterna).

## Emirer av Abu Dhabi
Emiren av Abu Dhabi har sedan 1971 också varit president för Förenade arabemiraten.
De regerande emirerna är följande:
- Schejk Said ibn Tahnun an-Nahayan (1845–1855)
- Schejk Zaid ibn Khalifa Al Nahyan (1855–1909)
- Schejk Tahnun bin Zayed Al Nahyan (1909–1912)
- Schejk Hamdan bin Zayed Al Nahyan (1912–1922)
- Schejk Sultan bin Zayed Al Nahyan (1922–1926)
- Schejk Saqr bin Zayed Al Nahyan (1926–1928)
- Schejk Shakhbut bin Sultan Al Nahyan (1928–1966)
- Schejk Zayed bin Sultan Al Nahyan (1966–2004)
- Schejk Khalifa bin Zayed Al Nahyan (2004–2022)